# Mammillaria geminispina
Mammillaria geminispina là một loài thực vật có hoa trong họ Cactaceae. Loài này được Haw. mô tả khoa học đầu tiên năm 1824.
Phạm vi bản địa của loài này là Đông bắc Mexico (đến Veracruz). Đây là một loại cây con mọng nước và phát triển chủ yếu ở sa mạc hoặc quần xã cây bụi khô.

## Thông tin chung
Nguồn gốc và nơi sinh sống: Guanajuato, Hidalgo, Querétaro, San Luis Potosí và có thể cả Veracruz. Mexico.
Độ cao: 1000 - 1850 mét so với mực nước biển.
Nơi sống và sinh thái: Loài này được tìm thấy trong cây bụi xerophyllous trên đất đá vôi trên đồi đá, cùng với Cephalocereus senilis, Gymnocactus horripilus, Mammillaria schiedeana, Mammillaria wildii, Astrophytum ornatum, Gymnocactus horripilus, Selenicereus spinulosus, Ferocactus glaucescens, Cephalocereus senilis, Stenocereus dumortieri, Fouquieria purpusii, Brahea dulcis, Echeveria coccinea, Tillandsia grandis, Hechtia podantha, Agavericta và Agave xylonacantha. Loài này hình thành các thuộc địa. Trong một môi trường sống thích hợp, các loài rất phong phú. Trong lịch sử, loài này đã bị thu hoạch quá mức, tuy nhiên ngày nay mối đe dọa này đã giảm bớt.

## Đặc điểm
Mô tả: Mammillaria geminispina là một loài có mật độ gai rất cao. Một số mọc thành cụm mạnh và tạo thành các cụm lớn từ 30 đến 90 cm có màu trắng, trong khi một số khác dường như sống đơn độc hơn.
Thân: Hình trụ ngắn, mủ trắng màu xanh nhạt, cao tới 18 cm và đường kính 8 cm.
Củ: Tròn có nhựa mủ. Nách chứa đầy len trắng và 10 - 20 lông cứng dài màu trắng.
Gai: Gai cũng có thể thay đổi, một số cây rất ngắn trong khi những cây khác có gai dài.
Gai giữa: 2 (đến 6) gai trắng hoặc trắng tinh, đầu sẫm nhô ra xa so với phần còn lại, thẳng hoặc hơi cong, dài 0,5 - 4 cm (hoặc hơn).
Gai xuyên tâm: 16 đến 20 cái, màu trắng phấn, mọc xen kẽ dài tới 7 mm.
Hoa: Hoa hình chuông, màu hơi hồng đến đỏ carmine, với các gân giữa sẫm màu hơn, dài tới 20 mm và có đường kính thường xếp thành vòng ở đợt sinh trưởng của năm trước nhưng đôi khi mọc ngẫu nhiên hơn trên thân. Nếu được trồng từ hạt, M. geminispina có thể mất từ bảy đến tám năm trước khi ra hoa.
Trái cây: Màu đỏ
Hạt: Màu nâu.

## Hình ảnh

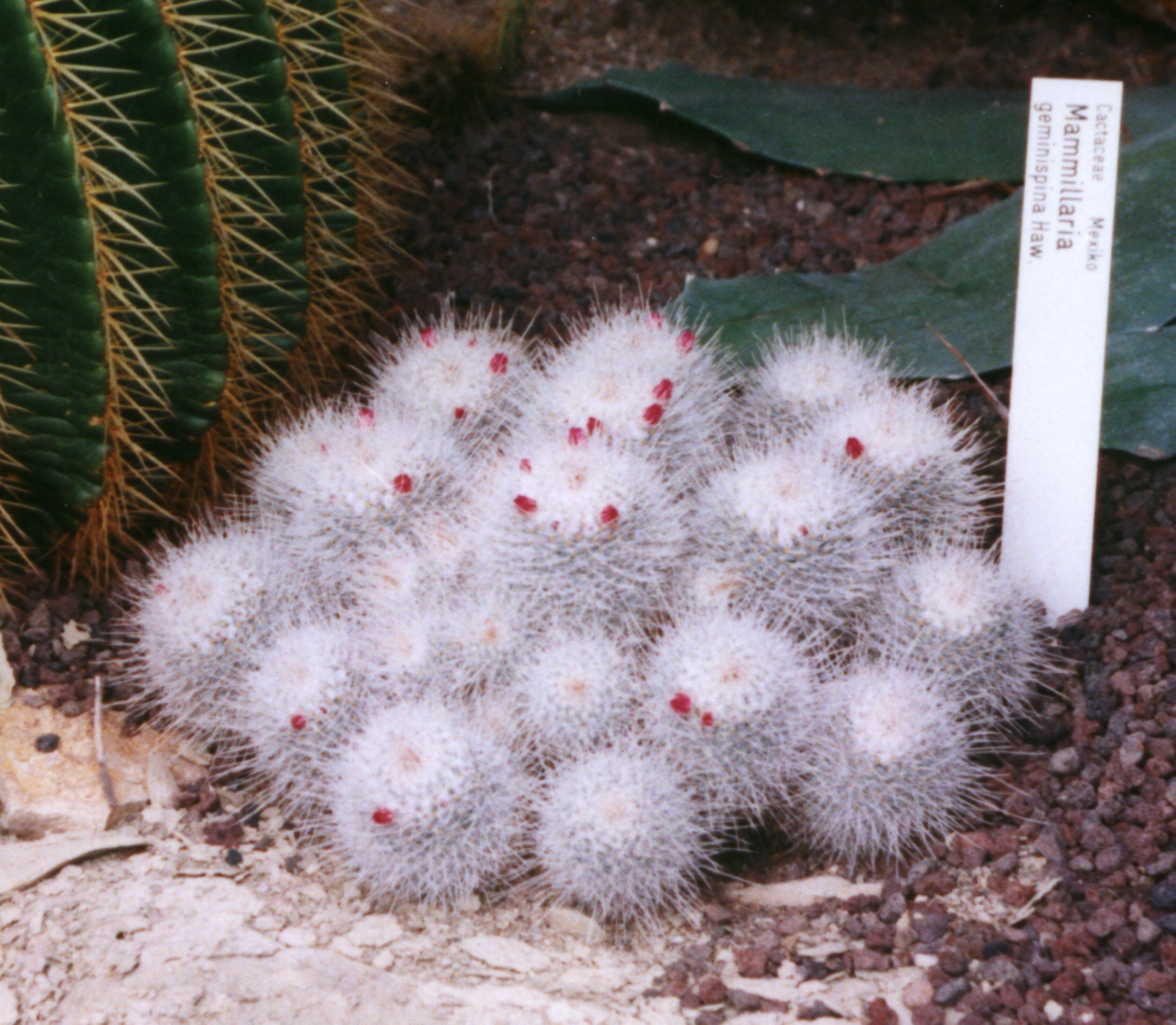
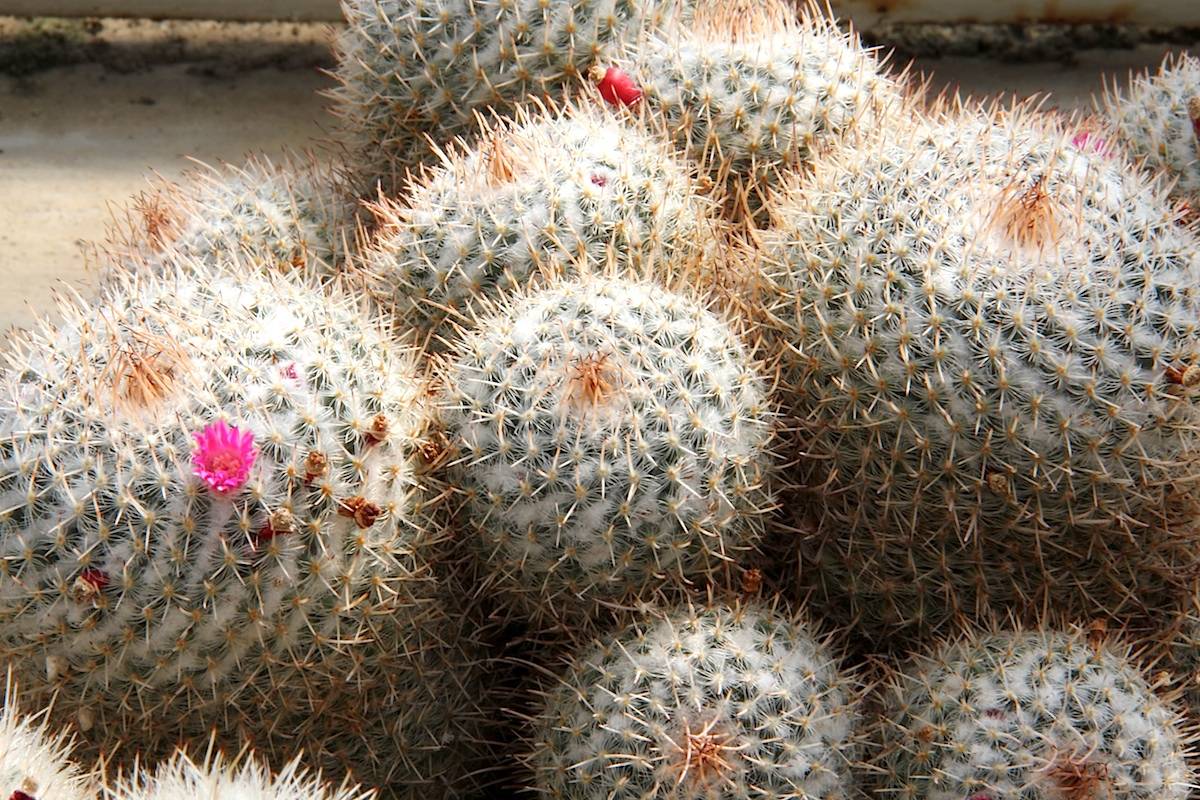
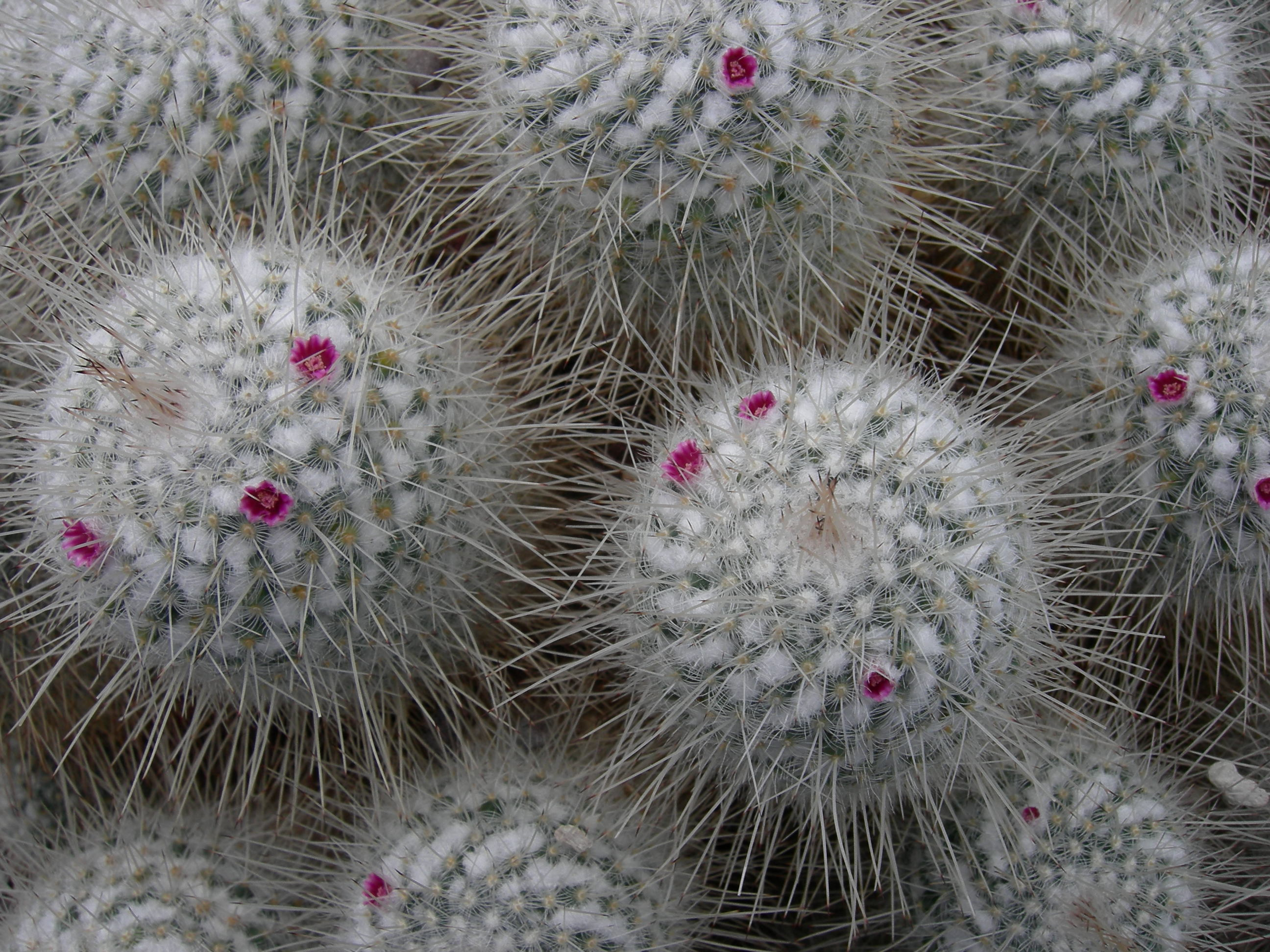
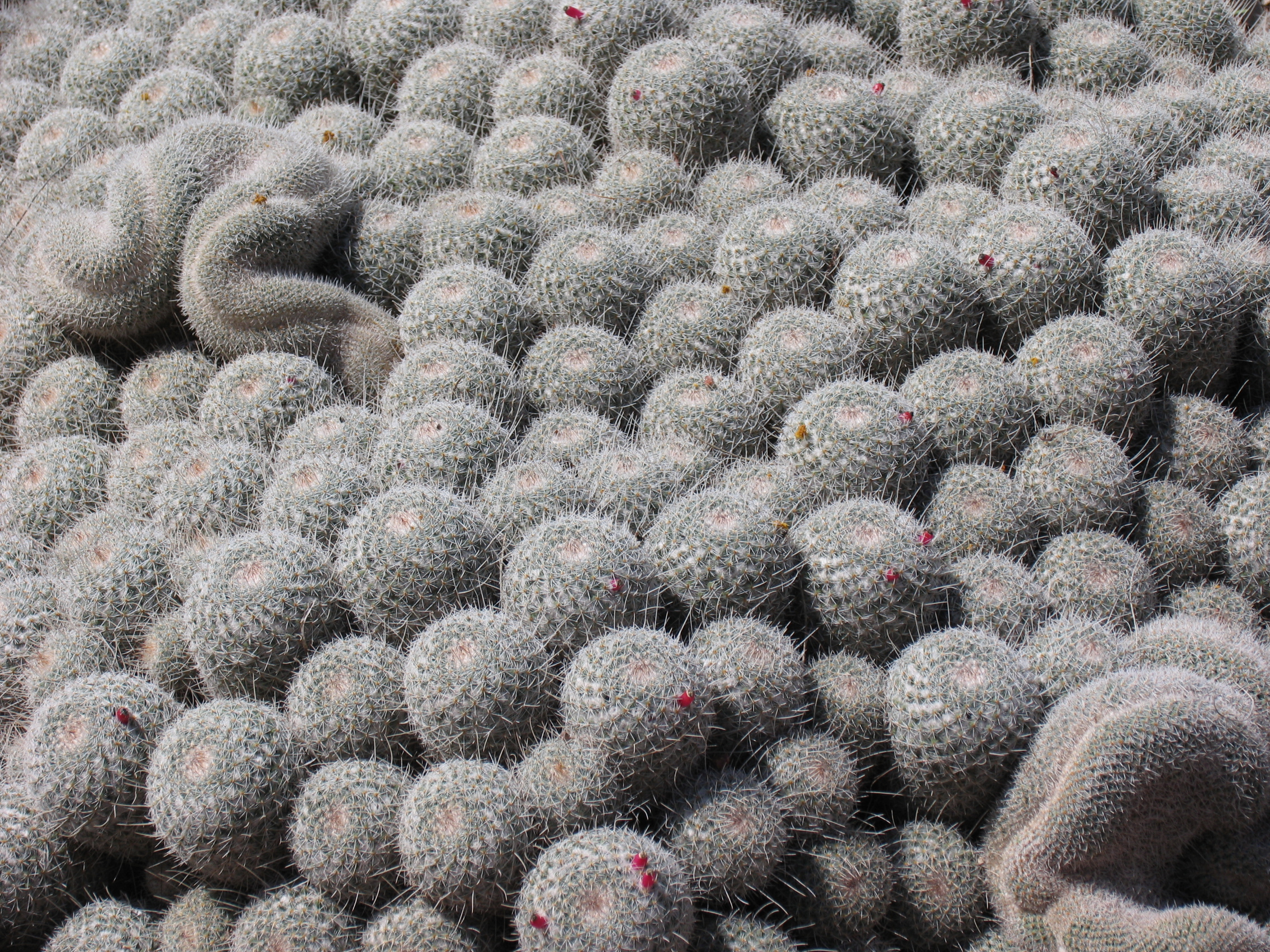